# Synorthodes auriginea
Synorthodes auriginea är en fjärilsart som beskrevs av John G. Franclemont 1976. Synorthodes auriginea ingår i släktet Synorthodes och familjen nattflyn. Inga underarter finns listade i Catalogue of Life.